# Скандинавський класицизм

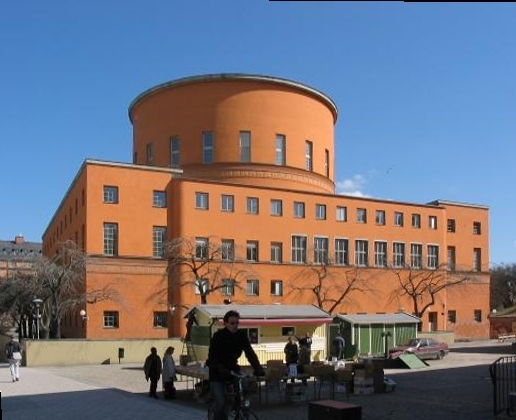
Стокгольмська громадська бібліотека (1920—1928), архітектор Ґуннар Асплунд.

Скандинавський класицизм — стиль архітектури, який набув розквіту в скандинавських країнах (Швеція, Данія, Норвегія і Фінляндія) в період між 1910 і 1930 роками.
До того, як інтерес до цього періоду відновився у 1980-х роках (кілька наукових досліджень і публічних виставок), скандинавський класицизм розглядався лише як перехідний період між двома набагато більш відомі архітектурними стилями, північним модерном (часто розглядається як тотожний або паралельний модерну) і функціоналізмом (він же модерн).

## Історія

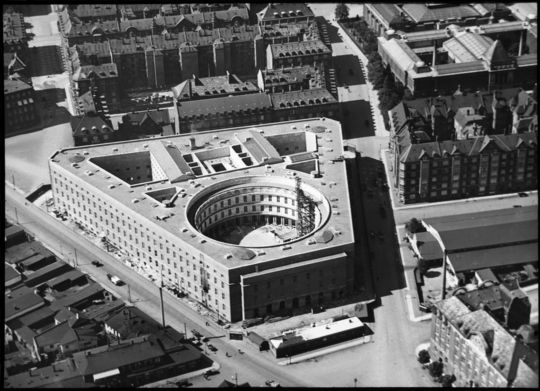
Штаб-квартира копенгагенської поліції (1924), архітектор Гак Кампманн.

Скандинавський класицизм був не ізольованим явищем, а виник на ґрунті традицій класицизму, які вже існували в північноєвропейських країнах, і нових ідей, які з'являлися в германомовних культурах. Скандинавський класицизм, таким чином, може бути охарактеризований як поєднання прямого і непрямого впливів автохтонної та неокласичної архітектури з характерними рисами модернізму від німецького Веркбунда (особливо їхньої виставки 1914 року) і до Еспрі нуво середини двадцятих років, породженого Ле Корбюзьє.

## Взаємовідносини з іншими стилями

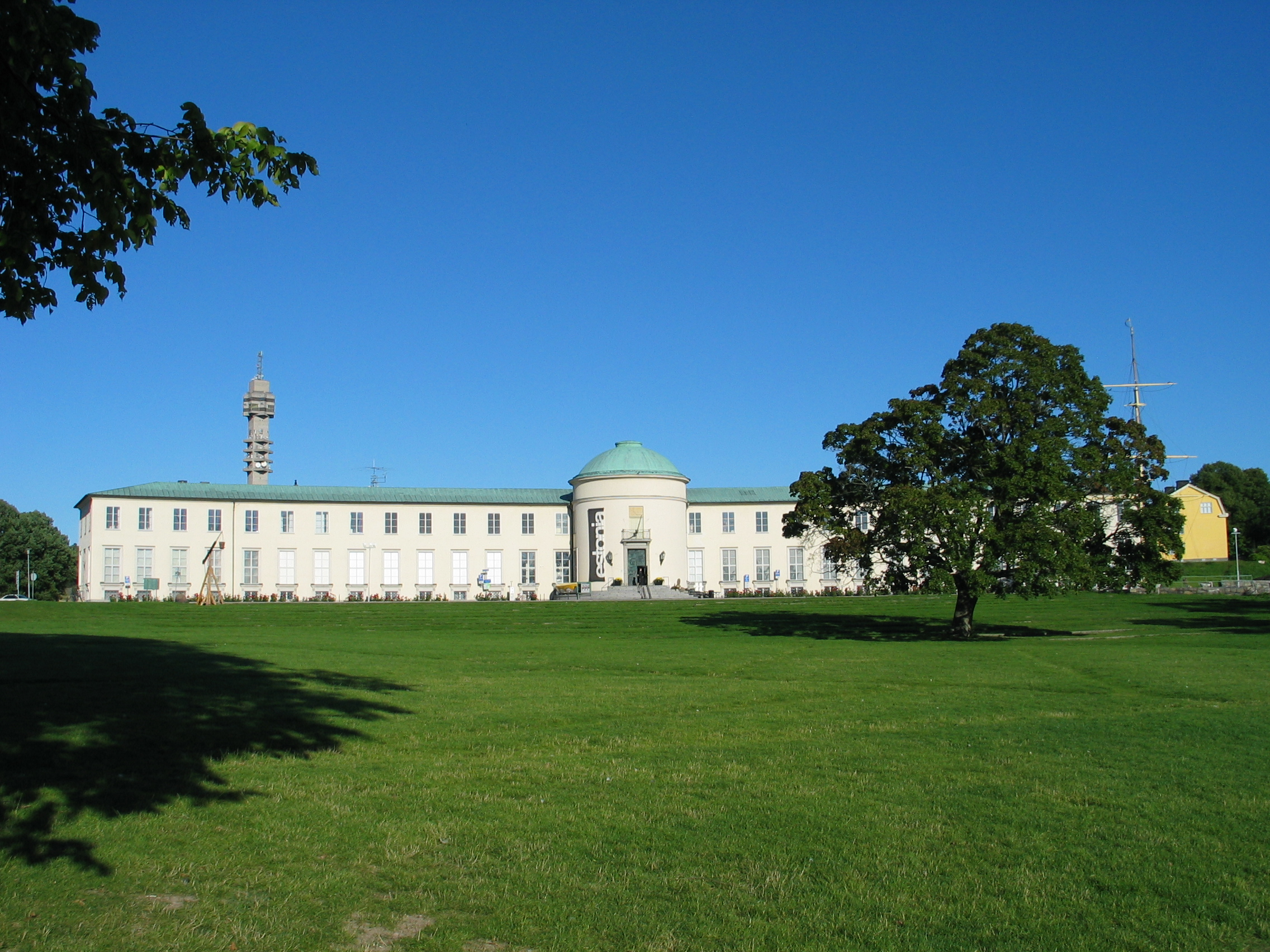
Стокгольмський морський музей (1931—1934), архітектор Рагнар Естберг.

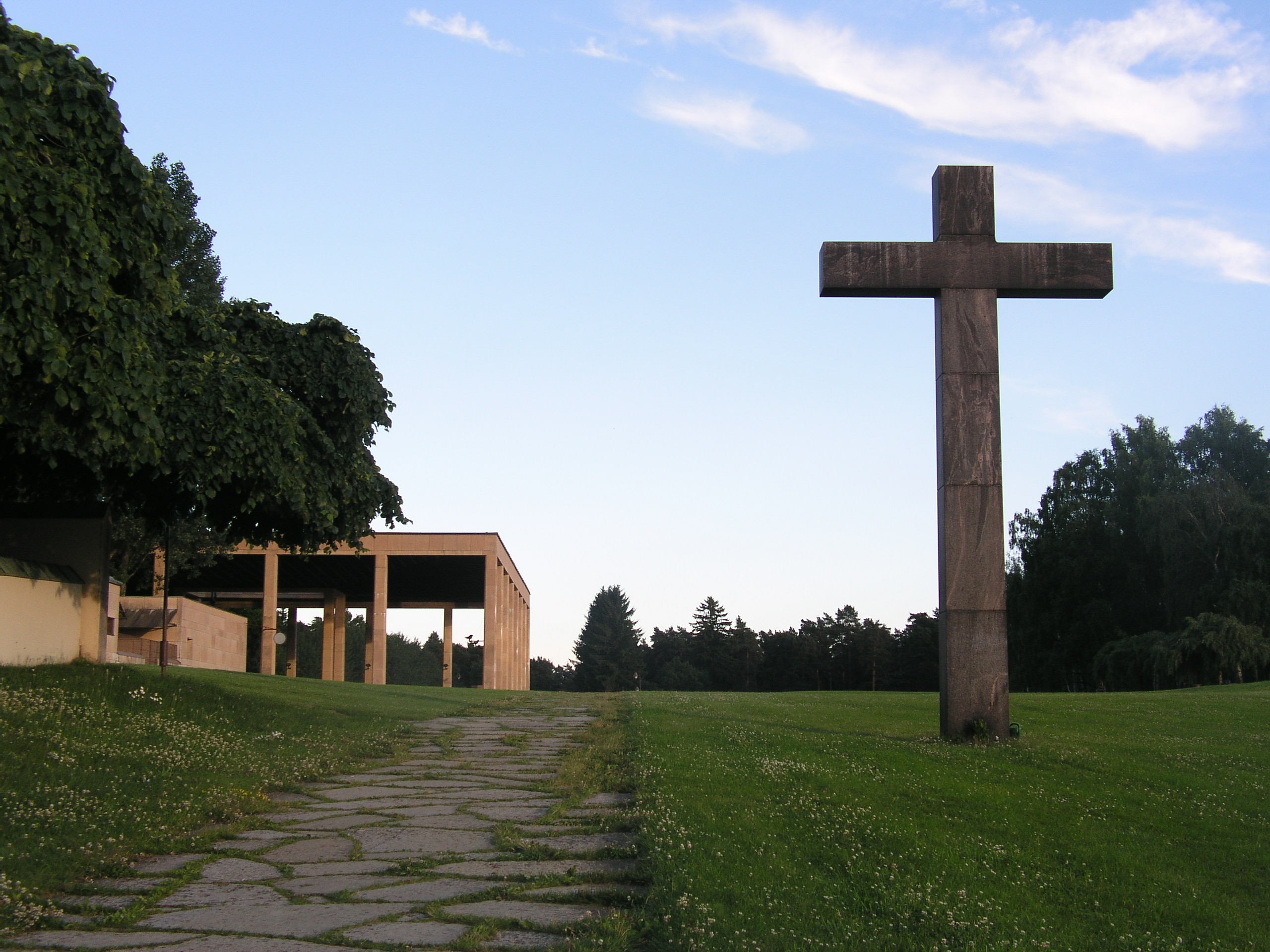
Цвинтар Скугсчюркогорден (1917—1940), архітектори Ґуннар Асплунд і Сіґурд Леверенц.

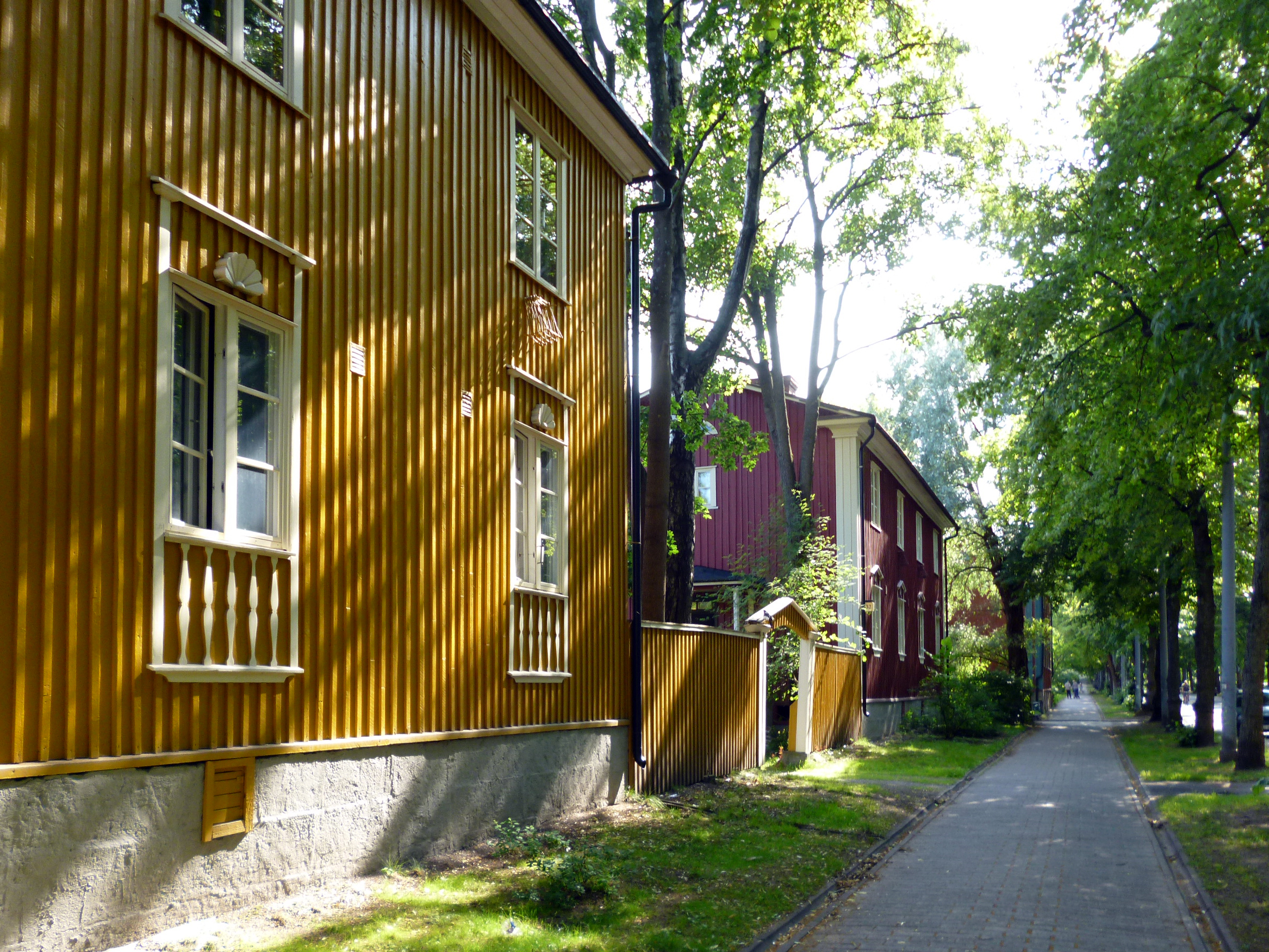
Житло кяпюльських робітників, Гельсінкі (1920—1925), архітектор Мартті Вялікангас.

Інтерес до скандинавського класицизму, особливо до його найбільш класицистичних проявів, виник наприкінці 1970-х — на початку 1980-х років у розпал постмодернізму, коли критики, історики та викладачі архітектури перебували в пошуках історичних передумов для архітектури таких авторів, як Майкл Грейвс, Леон Кріє і Роберт Стерн. Скандинавський класицизм і був такою передумовою, особливо такі його взірці, як кінотеатр Скандія Ґуннара Асплунда в Стокгольмі (1924), будівля Лістерського районного суду (1917—1921), Вілла Снеллмана в Дьюрсгольмі (1917—1918) і Стокгольмська громадська бібліотека (1920-28), а також ландшафт і будівлі стокгольмського цвинтаря Скугсчюркогорден (1917—1940) роботи Асплунда і Леверенца.